# Szügy
Szügy je vas na Madžarskem, ki upravno spada pod podregijo Balassagyarmati Županije Nógrád.